# Brejning Kirke (Ringkøbing-Skjern Kommune)
 For alternative betydninger, se Brejning Kirke (Vejle Kommune).
Brejning Kirke beliggende ved skæringen mellem primærrute 11 og Kærhusvej i landsbyen Brejning lidt syd for Spjald er ene kirke i Brejning sogn. Kirken har omkring 200 siddepladser. 
Tidligere var der to kirker i Brejning Sogn, men Væggerskilde kirke blev i 2010 udskilt til Væggerskilde sogn efter at have fungeret som fillialkirke til Brejning Kirke i næsten 100 år siden, at den blev bygget og indviet i 1916.
Brejning sogn hører under Ribe stift.

## Bygningens historie

### Trækirke
Ved restaureringen i 1961 fandt man under kirkens gulv spor efter trækonstruktioner, der viser, at der tidligere har ligget en kirke af træ på samme sted. 

### Kvaderstens Kirke
Brejning Kirke er i sin nuværende form opført for mere end 900 år siden i 1100-tallet. Kirkens skib og en del af koret stammer tilbage fra denne gang og er opført i romansk stil. Kirken er en kvaderstens kirke på skråkantssokkel. Kirkens skib og kor er udført hovedsageligt af granit, og der forefindes næsten 1000 kvadre i alene i ydermuren. Stenene varierer i størrelse op til 500-600 kg og i længde fra 20 cm til 153 cm. 
I 1400-tallet man et kirketårn og et våbenhus udført i sengotisk stil i kirkens nordlige ende. Kirken fremstod således uden disse i mere end 300 år.
I 1581 bliver koret udbygget og en tresidet apsis tilføjes. Dette ses blandt andet på østgavlen (koret) af kirken. Her finder man to våbenskjolde med initialerne for Hans Lange og Johanne Skram, lavet i samme terrakottaplader, der pryder facadeudsmykningen på Brejninggaard. Har man set Aarhus domkirke vil det ene våbenskjold virke bekendt, da Lange-slægtens våbenskjold indeholdende tre roser også pryder denne.   
Tidligere har kirken fremstået med tegltag, men siden hovedistandsættelsen i 1961 har kirken fremstået med blydækket tag, der senest blev restaureret af blystøber, Michaelsen, Thy i 1997. 

### Omkringliggende bygninger
I 1980 bliver et nyt graverhus opført med kontor, fyrrum, toilet og mere. Bygningen er hvidkalket og med røde teglsten. 
I 2008 udvider kirken igen med en ny konfirmandstue. Bygningen bliver i 2014 udvidet med præstekontor. Bygningen er lig graverhuset hvidkalket med røde teglsten. 

## Kirkeklokke og klokkespil
Klokken i kirkens tårn kan med sikkerhed dateres tilbage til før 1600 i kirkens regnskab, men dens eksakte alder kender ingen. Klokken er anført i regnskaberne, da den havde fået en skade, og derfor blev bragt til Ringkøbing for udskibning til Hamborg. Her skulle den til reparation hos Hans Nyesel, hvor den oprindeligt var blevet støbt. 
Klokken har en diameter på 66 cm og cirka samme højde. På klokken forefindes indgraveringen Gloria In Excelsis Deo Ano 1620 (Ære være gud i det højeste - Anno 1620) og teksten Hans Nyesel 1620.
I 1980 blev der installeret et klokkespil i Brejning Kirke doneret af søskendeparret Asta og Arne Kirk. Klokkespillet består af 8 mindre klokke støbt i Holland af samme fabrikant som klokkerne i klokkespillet i helligåndskirken i København. I 1984 blev klokkespillet udvidet med 2 klokker mere på baggrund af ønske om at kunne spille flere melodier.
Fra og med 2017 er kirkeklokkens funktion blevet automatiseret. Denne opgave blev tidligere udført af klokkeren. 

## Altertavle / Alterbillede
Lig kirkeklokken er altertavlen fra starten af 1600-tallet. Det nuværende alterbillede er fra 1976 (opsat i 1980), og det er malet af Sven Havsteen-Mikkelsen fra Ærø. Billedet forestiller Golgathamotivet i en sløret fortolkning med tre korsfæstede skikkelser med en menneske flok om fødderne.  
Det tidligere alterbillede findes endnu hængende i kirken ved indgangsdøren. Billedet viser Jesu Kristus hængende på korset med teksten "Det er fuldbragt". Billedet er hedder Den Korsfæstede og er fra 1877. 

## Liste over præster
- (o.1536) Hr. Niels
- (o.1550) Hr. Hans
- (N/A) Hr. Peder
- (N/A) Hr. Niels
- (1629-1631) Hr. Jørgen
- (1631-1637) Hr. Hermand Nielsen
- (1638-1659) Hr. Jens Lauritsen
- (1659-1675) Hr. Jens Olufsen
- (1675-1699) Hr. Søren Mortensen
- (1699-1716) Hr. Anders Dorschæus
- (1716-1753) Hr. Jørgen Henrichsen
- (1753-1757) Theodosius Blæhr
- (1757-1780) Mathias Hansen Bering
- (1780-1792) Holger Albertsen Klangenberg
- (1792-1815) Christian Frederik Bang
- (1816-1817) Frederik Charlo Sophus Borchsenius
- (1818-1827) Hans Thomsen Buhl
- (1828-1834) Joachim Vilhelm Bang
- (1834-1844) Hans Christan Cramer
- (1844-1862) Jes Lassen Bjerrum
- (1862-1885) Mads Peter Brøchner Bergenhammer
- (1885-1889) Vakance (red.: ingen præst)
- (1889-1894) Christian Erik Thomsen Olsen
- (1895-1917) Magnus Thordur Magnussen
- (1918-1926) Julius Pedersen Richter
- (1927-1937) Vagn Thomsen Windfeld
- (1937-1946) Johannes Juul Nielsen
- (1946-1961) Imanuel Mandrup
- (1962-1963) Otto Marius Warncke
- (1964-1992) Thorvald Kristian Thomsen
- (1992-........) Anne Hillgaard

## Eksterne kilder og henvisninger
- Wikimedia Commons har flere filer relateret til Brejning Kirke (Ringkøbing-Skjern Kommune)
- Brejning Kirke hos KortTilKirken.dk